# (24861) 1996 DE1
1996 دي إي 1 (ويعرف أيضًا باسم (24861) 1996 دي إي 1 وفق تسمية الكوكب الصغير) (بالإنجليزية: 1996 DE1)‏ هو كويكب ضمن حزام الكويكبات؛ وترتيبه 24861 من حيث الاكتشاف.
اكتُشف هذا الجُرم الفلكي بواسطة Pierangelo Ghezzi ‏ في 22 فبراير 1996.

## وصلات خارجية
- (24861) 1996 DE1 في قاعدة بيانات مختبر الدفع النفاث لأجرام النظام الشمسي الصغيرة

- الاكتشاف · مخطط المدار ·  العناصر المدارية · المعلمات المادية

- (24861) 1996 DE1 على موقع ويكي سكاي: DSS2, SDSS, GALEX, IRAS, Hydrogen α, X-Ray, Astrophoto, Sky Map, Articles and images